# HD209871
HD209871 — хімічно пекулярна зоря спектрального класу
A5 й має видиму зоряну величину в смузі V приблизно  9,5.